# Tấn công áp đảo
Tấn công áp đảo, hay chiến thuật Gây sốc (tiếng Anh: Shock tactics) là một chiến thuật quân sự tấn công cơ động với lực lượng mạnh mẽ nhằm vào kẻ thù thông qua việc đạt tốc độ tiến quân nhanh chóng để gây áp lực cho quân thù.
Chiến thuật gây sốc thường được thực hiện bởi kỵ binh hạng nặng, nhưng đôi khi bằng bộ binh hạng nặng. Chiến thuật Gây sốc nổi tiếng là tấn công xung phong của kỵ binh trong thời trung cổ, được thực hiện bởi các đội kỵ binh giáp nặng dùng thương xông vào đội hình quân đối phương.
Sau khi súng được ứng dụng, việc sử dụng tấn công xung phong kỵ binh như một chiến thuật quân sự phổ biến suy yếu dần. Hành động áp đảo của bộ binh đòi hỏi phải giữ ưu thế hỏa lực khi chạm trán quân địch ở cự li gần, chiến thuật sử dụng trong phòng thủ cũng như tấn công.
Hỏa lực ngày càng tăng của súng máy, súng cối và pháo khiến chiến thuật này ngày càng nguy hiểm. Thế Chiến thứ nhất chứng kiến tình trạng chiến đấu của lực lượng bộ binh ở mức tồi tệ nhất, khi hàng loạt binh sĩ tiến lên phía trước, và thường là thảm họa khi họ tấn công vào các vị trí của kẻ thù đang phòng thủ.
Chiến thuật Gây sốc bắt đầu trở nên khả thi một lần nữa với việc phát minh ra xe tăng. Trong Thế chiến II, người Đức đã điều chỉnh các chiến thuật gây sốc cho chiến tranh cơ giới hiện đại, được gọi là Blitzkrieg. Blitzkrieg đã đạt được những tiến bộ đáng kể trong chiến tranh và sau đó được hầu hết các quân đội hiện đại thừa nhận.